# NGC 424

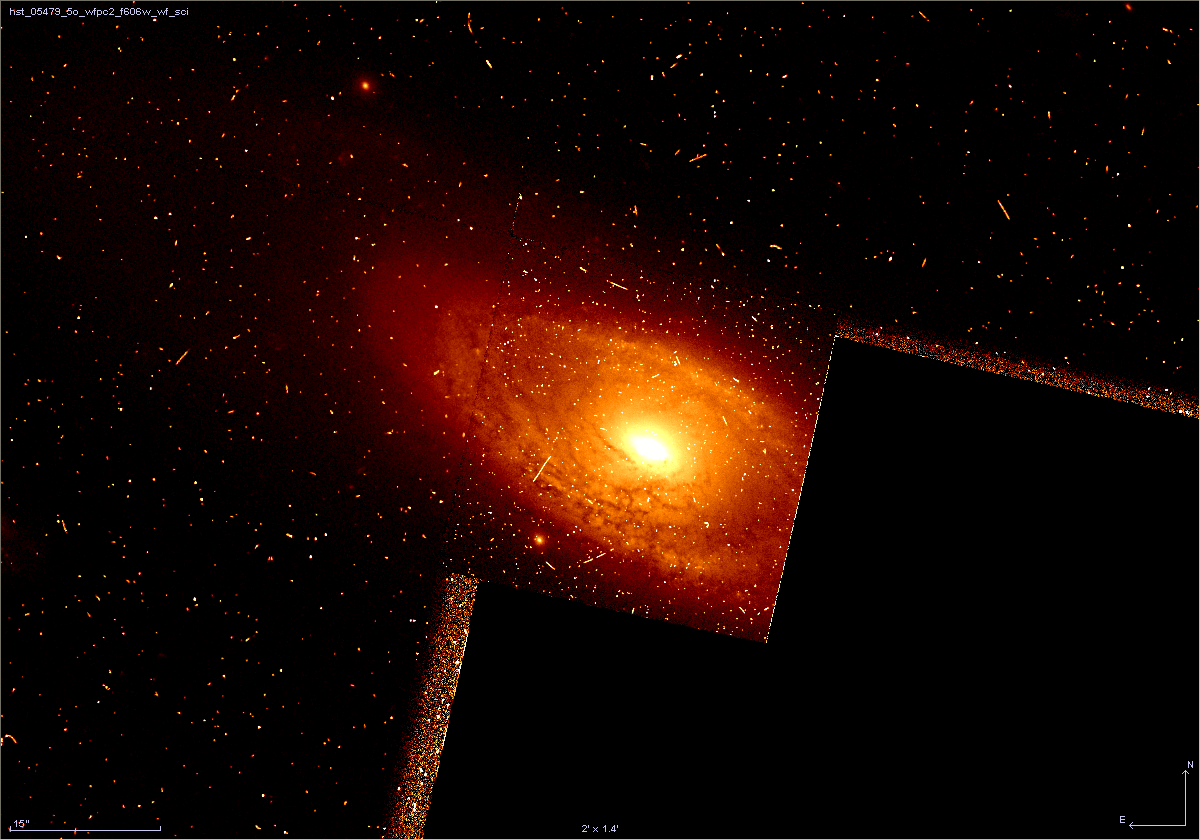
NGC 424 par le télescope spatial Hubble.

NGC 424 est une galaxie lenticulaire située dans la constellation du Sculpteur. NGC 424 a été découverte par l'astronome britannique John Herschel en 1837.

## Caractéristiques
Sa vitesse par rapport au fond diffus cosmologique est de 3 303 ± 18 km/s, ce qui correspond à une distance de Hubble de 48,7 ± 3,4 Mpc (∼159 millions d'al).
À ce jour, deux mesures non basées sur le décalage vers le rouge (redshift) donnent une distance de 50,700 ± 10,465 Mpc (∼165 millions d'al), ce qui est à l'intérieur des valeurs de la distance de Hubble.
NGC 424 présente une large raie HI et c'est une galaxie active de type Seyfert 1h/Seyfert2.